# Recherche de noblesse
Une recherche de noblesse était, dans l'ancien royaume de France, une enquête menée par les intendants des finances, dans les généralités ou les bailliages. La Bretagne fait cependant exception en la matière, puisque c'est une chambre de la réformation qui en est chargée, entre 1668 et 1671.
Ces enquêtes complétaient les montres qui précédaient les grands combats de l'armée royale et qui servaient d'appel des nobles convoqués à l'ost.
Les recherches de noblesse, plus précises, visaient nettement à exclure de la noblesse, et donc de les priver de leurs privilèges, les usurpateurs. Leur objectif était, évidemment, d'augmenter le produit des finances royales.
L'une des plus anciennes recherches de noblesse est la recherche de Montfaut, ordonnée en 1463 par Louis XI qui, bien que révoquée peu après par le souverain, reste un document important pour l'histoire de la noblesse française en général, et la noblesse normande en particulier.
Les plus célèbres recherches de noblesse françaises sont celles qui ont été initiées en 1666, dans le cadre de la grande enquête sur la noblesse. Elles ont d'ailleurs parfois donné lieu à des procès entre les notabilités locales et le traitant chargé du recouvrement des sommes perçues lors de ces recherches.

## Liste non exhaustive
Le tableau suivant tente d'en répertorier quelques-unes, classées par ordre chronologique d'exécution :
| Circonscription(s)          | Commissaire(s)                                                          | Titre usuel                    | Date(s) de la Recherche | Sources manuscrites | Éditeurs                                                               |
| Basse-Normandie             | Raymond Montfaoucq                                                      | Recherche de Montfaut          | 1464-1465               | | Pierre Labbey de la Roque : 1818, 1 vol.                               |
| Généralité de Caen          | Jean-Jacques de Mesmes, seigneur de Roissy                              | Recherche de Roissy            | 1598-1599               | |                                                                        |
| Généralité de Rouen         | Étienne II d'Aligre                                                     | Recherche d'Aligre             | 1634-1635               | |                                                                        |
| Généralité de Tours : Anjou | Voisin de La Noirays                                                    |                                | 1666                    | | Paul de Farcy : 1890, 1 vol.                                           |
| Généralité de Caen          | Guy Chamillart                                                          | Recherche de Chamillart        | 1666                    | | A.-C. du Buisson de Courson : 1887, 1 vol.                             |
| Languedoc                   | Claude Bazin, chevalier, seigneur de Bezons, intendant de Languedoc     |                                | 1666-1670               | Catalogue des véritables nobles de la Province de Languedoc |                                                                        |
| Généralité de Rouen         | Jacques Barin de La Galissonnière                                       | Recherche de La Galissionnière | 1666-1682               | Recherche de la Noblesse de la généralité de Rouen faite depuis l'an 1666 jusqu'en 1682 par Messire Jacques Barin Chevalier seigneur marquis de la Galissonnière (...), Mss. de Merval, collection particulière. | Dr Pierre L'Estourmy : 1996-2007, 6 vol.                               |
| Bretagne                    | chambre de la réformation de la noblesse issue du parlement de Bretagne |                                | 1668-1671               | | Quelques arrêts dans Georges Le Gentil de Rosmorduc, 1896-1905, 4 vol. |